# 伊万·马泽帕
伊万·斯捷潘诺维奇·马泽帕（羅馬化：Ivan Stepanovych Mazepa；1639年3月30日—1709年10月2日），哥薩克酋長國黑特曼（在位1687年—1709年），出身于乌克兰哥萨克贵族家庭，父亲出仕于波兰立陶宛联邦。

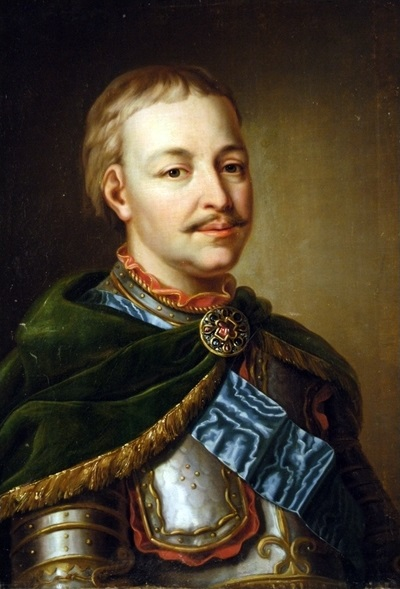
马泽帕的肖像畫

最初，伊万·马泽帕在其父亲影响下，成为波兰国王的侍从，1659年—1663年成为外交官。
1663年，马泽帕离开波兰宫廷，回到故乡乌克兰。1665年曾在西欧接受军事教育。
1687年，马泽帕与沙俄的关系并不一定恶劣，但在北方战争中支持瑞典，据说是因为被醉酒的彼得大帝辱骂而心生不满，也有说法认为是他因为对沙俄土地的野心而被瑞典国王卡尔十二世拉拢。最后于1708年被沙俄军队击败，1709年在失望中病死。
在丹尼尔·笛福与伏尔泰的诗歌与著作中，他被描绘成充满传奇色彩的哥萨克英雄。
马泽帕被认为领导了哥萨克反抗沙俄统治的大起义。近代以来，他被看做是乌克兰仅次于博格丹·赫梅利尼茨基的第二英雄。乌克兰海军中的反潜护卫舰指挥官伊万·马泽帕号护卫舰就是以他的名字命名的。